# Хлеб (мультфильм)
«Хлеб» — советский мультфильм, выпущенный в 1984 году киностудией Беларусьфильм.

## Сюжет
Мультфильм рассказывает детям о цене выращенного хлеба, о том, каким нелегким трудом он достается людям.

## Съёмочная группа
| Режиссёр-постановщик | Лев Шукалюков                                                      |
| Автор сценария       | В. Соломаха                                                        |
| Оператор-постановщик | Юрий Мильтнер                                                      |
| Художник-постановщик | Ольга Чикина                                                       |
| Художник             | В. Бобровский, Валерий Козлов                                      |
| Композитор           | Олег Янченко                                                       |
| Монтаж               | С. Аксёнова                                                        |
| Звукооператор        | Александр Голуб                                                    |
| Ассистент режиссёра  | Г. Поночевная                                                      |
| Ассистент художника  | Н. Молоткова                                                       |
| Роли озвучивали      | Мария Захаревич, Галина Макарова, Лилия Давидович, Александр Лабуш |
| Редактор             | Олег Белоусов                                                      |
| Директор             | Леонарда Зубенко                                                   |